# Акжарминський сільський округ (Сирдар'їнський район)
Акжарми́нський сільський округ (каз. Ақжарма ауылдық округі, рос. Акжарминский сельский округ) — адміністративна одиниця у складі Сирдар'їнського району Кизилординської області Казахстану. Адміністративний центр та єдиний населений пункт — село Акжарма.
Населення — 2552 особи (2021; 2545 у 2009, 2830 у 1999, 2682 у 1989).
Станом на 1989 рік існувала Далакольська сільська рада (село Ільїч).